# Janela lanceta

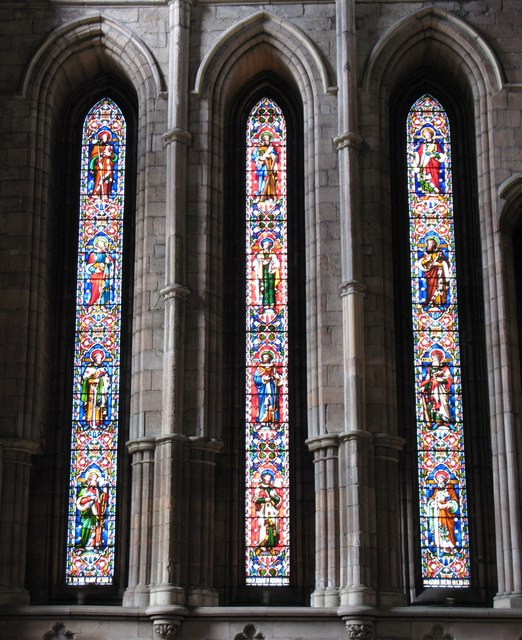
Janelas lanceta na Abadia Hexham, Reino Unido.

Uma janela lanceta é uma janela alta e estreita com um arco pontudo no topo. Adquiriu o nome "lanceta" devido sua semelhança com uma lança. Exemplos deste motivo arquitetônico são típicos de estruturas eclesiásticas góticas do período inicial. Janelas lancetas podem estar isoladas ou combinadas sob um único molde, ou agrupadas em um número ímpar com a mais estreita no centro. O motivo apareceu pela primeira vez no gótico inicial da França (c. 1140-1200) e depois no período inglês da arquitetura gótica (1200-1275). A janela lanceta era um característica tão comum que esta era é às vezes conhecido como "período lanceta". O termo "janela lanceta" é corretamente aplicado para janelas de forma austera, sem rendilhado. Janelas emparelhadas foram por vezes encimadas por uma simples abertura tal como um corte quadrilobado em um rendilhado de placa.